# Salvia glutinosa
Salvia glutinosa (denumită popular cinsteț, brânca-porcului sau salvie-cleioasă) este o plantă erbacee perenă din familia  Lamiaceae. Specia este nativă din Europa centrală, Europa de Est și din Asia de Vest.

## Galerie

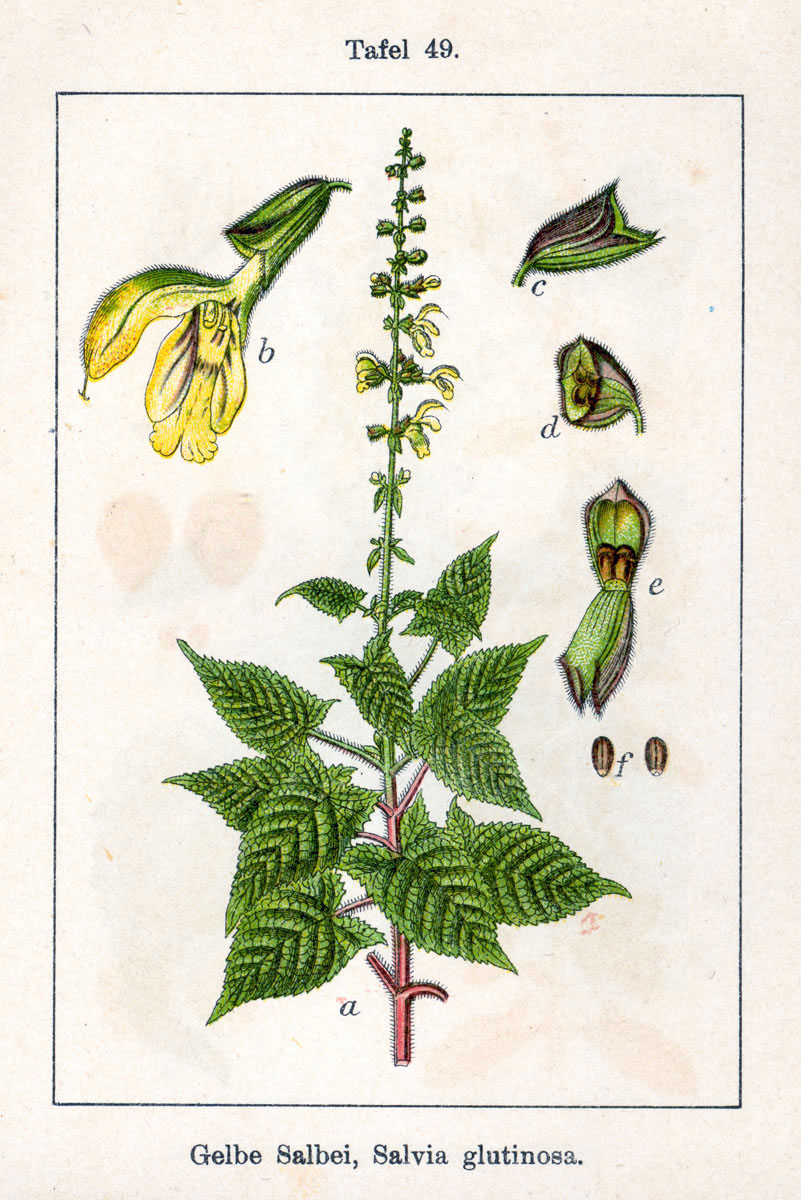
Ilustrație cu Salvia glutinosa din Deutschlands Flora in Abbildungen, 1796
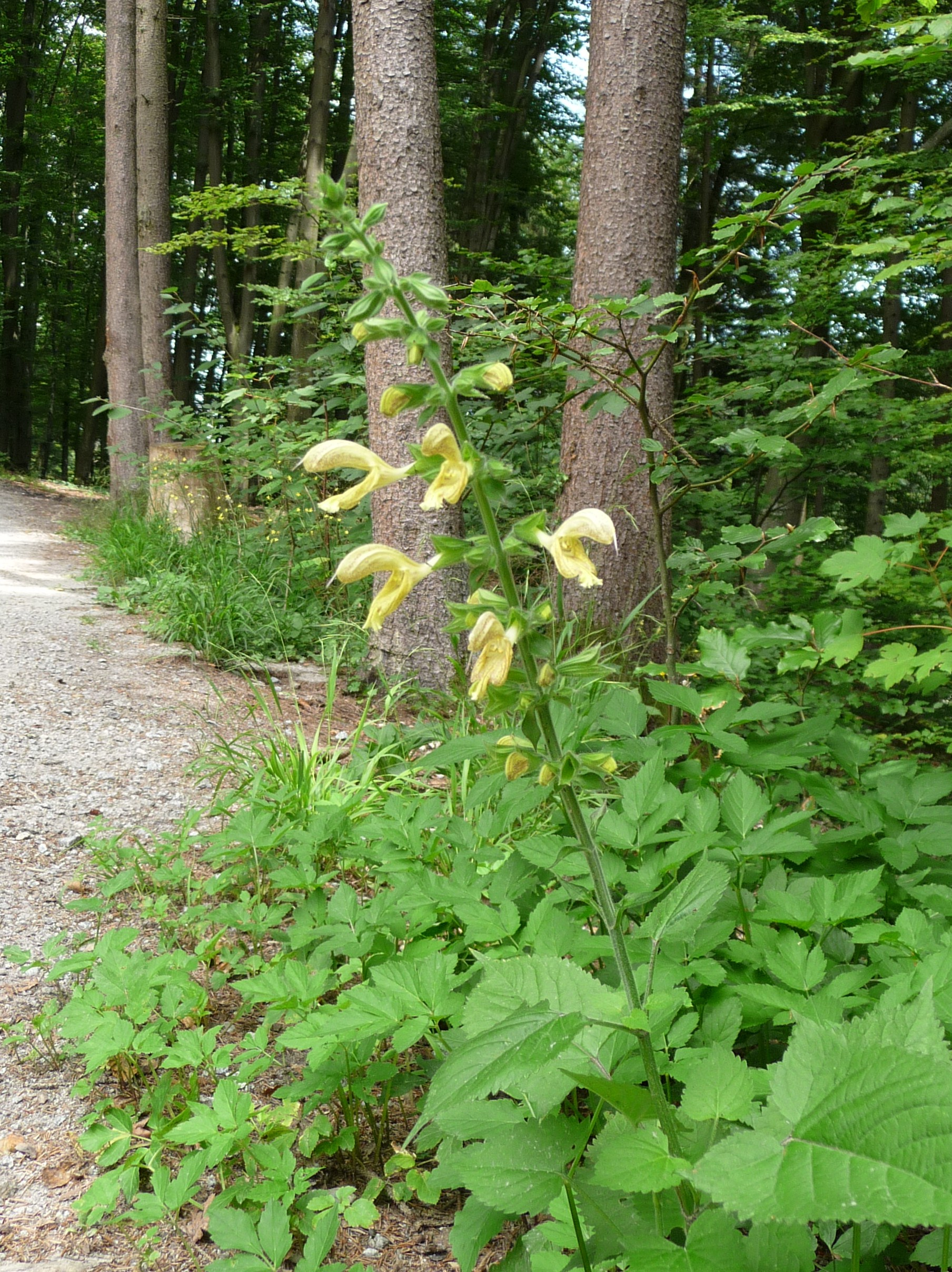
Partea aeriană a speciei 'Salvia glutinosa
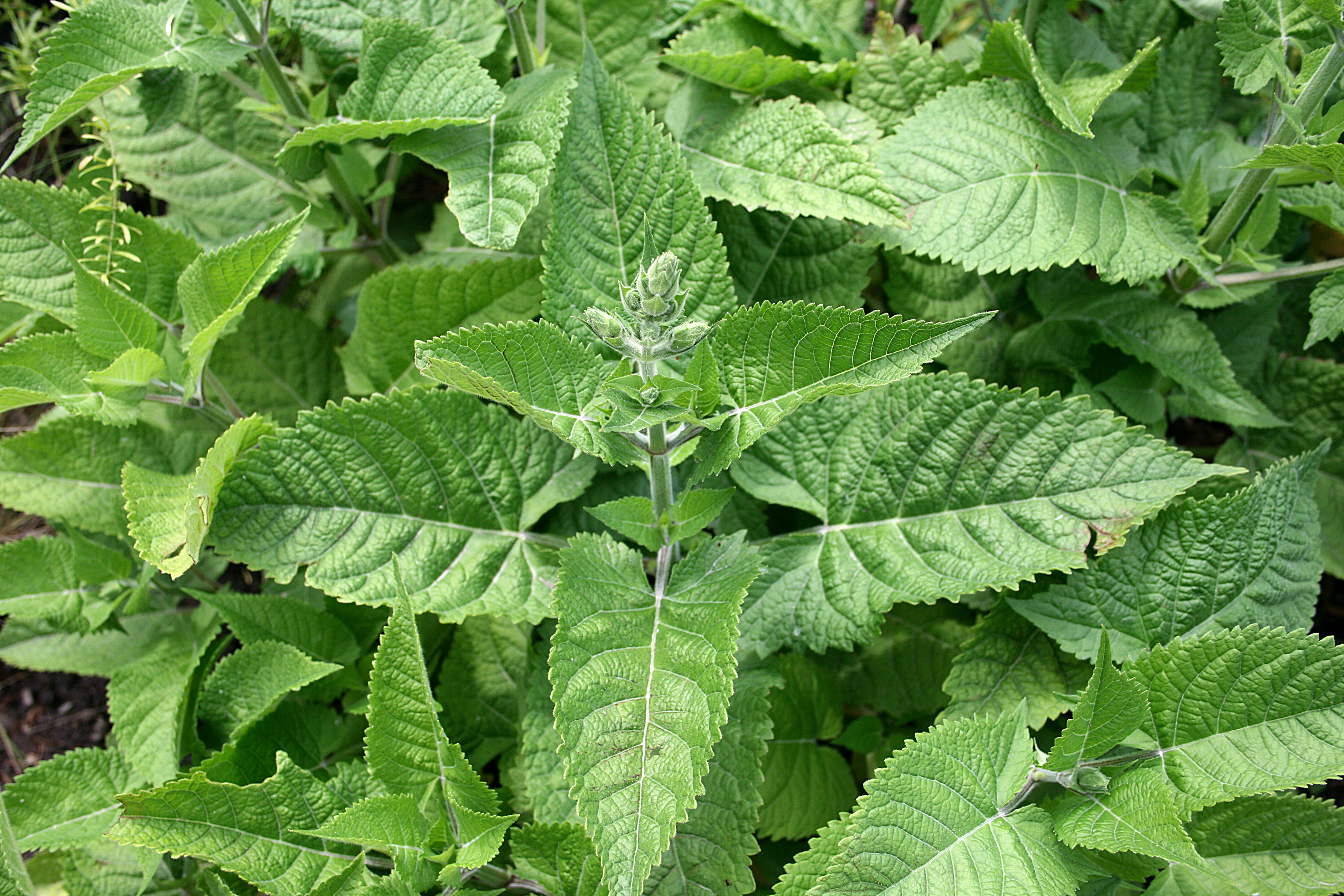
Frunza de Salvia glutinosa
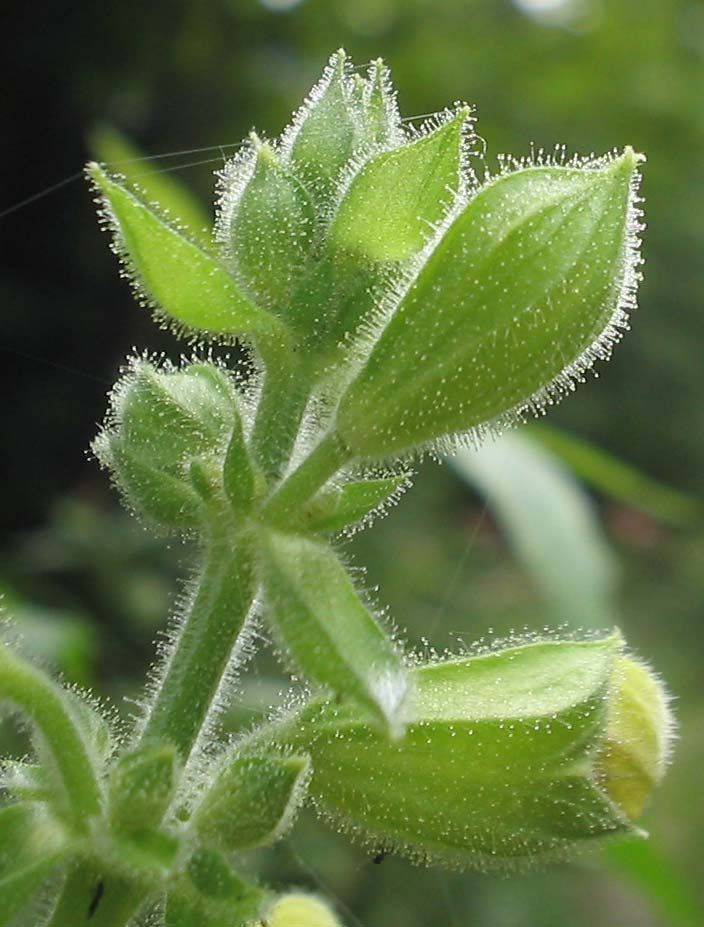
Perii glandulari de Salvia glutinosa